# Pseudogene
Con il termine pseudogene si intende una sequenza di nucleotidi simile a un gene (a livello di struttura), ma priva di alcuna espressione all'interno della cellula. Solitamente si tratta di geni ancestrali che hanno perso la capacità di essere espressi. Sebbene mantengano a volte alcune strutture tipiche dei geni (promotore, isole CpG o siti di splicing), queste sequenze non sono in grado di generare un prodotto proteico funzionale, spesso a causa di mutazioni genetiche consolidatesi durante l'evoluzione: in questi casi sono spesso presenti mutazioni che generano trascritti nonsenso, che non possono essere tradotti a proteina. Se i geni codificano per una molecola attiva come RNA, è possibile che si siano consolidate mutazioni tali da renderlo del tutto inefficace (ciò avviene per molti pseudogeni che si presume codificassero per rRNA).
Il termine pseudogene è stato utilizzato per la prima volta nel 1977 in una pubblicazione di Jacq e colleghi, unendo il prefisso pseudo al termine gene.
Sebbene gli pseudogeni siano spesso etichettati come DNA spazzatura, essi contengono all'interno delle loro sequenze informazioni notevoli riguardanti i meccanismi stessi dell'evoluzione. Questo è dovuto al fatto che spesso essi derivano dalla duplicazione ancestrale di un gene funzionale. Così come Charles Darwin ipotizzò per due specie la presenza di un antenato comune, seguito da milioni di anni di evoluzione divergente (che ha condotto alla speciazione), è possibile teorizzare che lo pseudogene e il suo omologo funzionale abbiano condiviso un antenato comune e in seguito siano andati a divergere fino a raggiungere lo stato attuale.

## Proprietà degli pseudogeni
Ogni pseudogene è caratterizzato dalla non-funzionalità e dalla omologia a un secondo gene. Ciò significa che, per quanto ogni pseudogene presenti una sequenza decisamente simile a qualche gene funzionante, esso non è in grado di generare un prodotto funzionale.
Gli pseudogeni sono solitamente di difficile individuazione e caratterizzazione, poiché i due caratteri di omologia e non-funzionalità sono usualmente dedotti attraverso analisi di sequenza e non direttamente osservati, dal momento che gli pseudogeni non codificano per prodotti funzionali.
1. L'omologia viene solitamente analizzata attraverso allineamenti di sequenza tra il gene funzionale e il presunto pseudogene. Tali allineamenti forniscono solitamente la percentuale di paia di basi identiche. Un'alta identità di sequenza (solitamente compresa tra il 40% e il 100%) è solitamente indicatrice della presenza di un gene progenitore comune.
2. La non-funzionalità può manifestarsi in modi differenti. Normalmente, un gene deve essere correttamente processato attraverso numerosi step per essere convertito in una forma funzionale.
  - Per ottenere una proteina, per esempio, occorre la trascrizione del gene in un filamento di RNA, il successivo processamento a mRNA, la sintesi proteica e un corretto ripiegamento. In caso di fallimento di uno solo di tali processi, il gene perde ogni possibile funzionalità. Nelle ricerche di nuovi pseudogeni svolte attraverso analisi ad ampio spettro, solitamente si cercano mutazioni puntiformi come la presenza di un codone di stop o di una mutazione frameshift, che generano nella quasi totalità dei casi prodotti proteici non funzionali.
  - Gli pseudogeni di geni a RNA sono spesso più semplici da individuare. Molti geni a RNA, infatti, sono presenti in copie multiple. Per individuare gli pseudogeni di un determinato gene a RNA, dunque, è spesso sufficiente ricercare sequenze ad alta identità nelle regioni adiacenti al gene a RNA stesso.

## Origine e tipi di pseudogeni
Gli pseudogeni vengono classificati in tre gruppi principali, ognuno con meccanismo di origine e caratteristiche differenti:
1. Pseudogeni processati (o retrotrasposti) (Processed pseudogenes in inglese). Negli eucarioti superiori, in particolare nei mammiferi, la retrotrasposizione è un fenomeno piuttosto comune che ha avuto un enorme impatto nella composizione del genoma. Per esempio il 30% - 44% del genoma umano è costituito da elementi ripetuti come le LINE e le SINE (vedi retrotrasposone)[4][5]. Nel processo della retrotrasposizione, una porzione dell'RNA messaggero di un gene viene spontaneamente retrotrascritto in DNA e reinserito nel DNA cromosomico. Sebbene di solito i retrotrasposoni creino copie di sé stessi, è stato dimostrato in vitro che questi elementi possono anche provocare la retrotrascrizione di altri geni a caso, non collegati a essi[6]. Nel momento in cui questi pseudogeni si reinseriscono nel genoma, di solito contengono una coda di poli-A e perdono degli introni, due caratteristiche dei cDNA. Tuttavia, poiché derivano da un mRNA maturo, gli pseudogeni processati perdono anche il promotore, che di solito nei geni normali è sempre presente; per questo motivo questi elementi vengono definiti non funzionanti (dall'inglese dead on arrival, traducibile come prodotto non funzionante alla consegna), perdendo la loro funzionalità con l'evento di retrotrasposizione[7]. Un'altra caratteristica degli pseudogeni processati è la rimozione della porzione 5' terminale relativa alla sequenza di origine, risultato del meccanismo di retrotrasposizione non perfetto che rimuove qualche base[8].
2. Pseudogeni non processati (o duplicati) (non-processed pseudogenes in inglese). La duplicazione genica è un altro processo piuttosto comune e importante nell'evoluzione dei genomi. In questo caso, in seguito a duplicazione genica, può originarsi una copia di un gene funzionale. Questa copia poi con il passare delle generazioni può acquisire mutazioni che la rendono non più funzionale. Questi pseudogeni duplicati di solito hanno tutte le caratteristiche di un gene normale, incluso un promotore e una normale struttura esone - introne. La perdita della funzionalità di questo gene-copia di solito non ha un effetto visibile sulla fitness dell'organismo nel quale si trova, visto che vi è almeno una copia del gene funzionale. Secondo alcuni modelli evoluzionari, pseudogeni duplicati in comune tra varie specie indicano la parentela evolutiva tra gli esseri umani e gli altri primati[9].
3. Pseudogeni disabilitati o unitari (disabled pseudogenes in inglese). Molte mutazioni impediscono a un gene di essere trascritto o tradotto normalmente, e un gene può perdere la propria funzione o inattivarsi qualora la popolazione fissi queste mutazioni. Questo rappresenta lo stesso meccanismo tramite il quale geni non processati vengono disattivati, sebbene la differenza in questo caso sia che il gene non viene duplicato prima di essere inattivato. Di solito questo tipo di inattivazione sarebbe piuttosto improbabile in una popolazione, ma diversi fattori di dinamica delle popolazioni, tra cui la deriva genetica (genetic drift) o un effetto "collo di bottiglia" o ancora, in alcuni casi, la selezione naturale, possono portare alla fissazione di tale mutazione. Il classico esempio di pseudogene inattivato è il gene che probabilmente codificava per l'enzima L-gulonolattone ossidasi (GLO) nei primati: in ogni mammifero tranne i primati, le cavie e i mammiferi alati questo enzima favorisce la biosintesi di acido ascorbico (vitamina C), mentre negli animali sopraelencati e nell'uomo questo enzima non è attivo[10][11]. Un altro esempio più recente di un gene disabilitato, che porta all'inattivazione di un gene per una caspasi (tramite una mutazione non-senso) può essere trovata in Xue et al. 2006[12].

Gli pseudogeni possono complicare di molto gli studi di genetica molecolare. Per esempio un ricercatore che vuole amplificare un gene tramite reazione a catena della polimerasi può contemporaneamente amplificare uno pseudogene, che ha una sequenza nucleotidica molto simile. Per lo stesso motivo gli pseudogeni vengono talvolta indicati come geni nei sequenziamenti genomici e pongono spesso un problema anche per quei programmi di gene prediction, che spesso li interpretano come geni reali o esoni. È stato anche proposto che l'identificazione di questi elementi possa aiutare a migliorare l'accuratezza di questi metodi di gene prediction.

## Pseudogeni funzionali?
Nel 2003 Hirotsune et al. identificarono uno pseudogene retrotrasposto il cui trascritto era ritenuto avere un'attività regolativa in trans nell'espressione del suo gene omologo, Makorin1, e suggerirono questo come modello generale sotto il quale anche gli pseudogeni hanno un ruolo biologico importante. Altri ricercatori hanno da allora ipotizzato simili ruoli da parte di altri pseudogeni. La scoperta di Hirotsune convinse due biologi molecolari a riguardare con attenzione la letteratura scientifica riguardante gli pseudogeni. A sorpresa di molti i due ricercatori riscontrarono una serie di casi in cui questi elementi giocavano un ruolo importante nella regolazione dell'espressione dei rispettivi geni, costringendo il gruppo di Hirotsune a revocare la loro rivendicazione di essere stati i primi a identificare una funzione per gli pseudogeni. Inoltre, nel 2002 le Università di Chicago e di Cincinnati riferirono che uno pseudogene processato chiamato fosfoglicerato mutasi o PGAM3 effettivamente produceva una proteina funzionale. In più nel 2006 la stessa scoperta originale di Hirotsune et al. riguardante Makorin1 è stata messa fortemente in discussione. Così l'allettante possibilità che almeno alcuni pseudogeni possano avere importanti funzioni biologiche viene ora contestata.